# Coppa Placci 1949
La Coppa Placci 1949, nona edizione della corsa, si svolse il 21 agosto 1949 su un percorso di 226 km. La vittoria fu appannaggio dell'italiano Renzo Soldani, che completò il percorso in 6h21'00", precedendo i connazionali Virgilio Salimbeni e Danilo Barozzi.

## Ordine d'arrivo (Top 10)
| Pos. | Corridore          | Squadra         | Tempo    |
| ---- | ------------------ | --------------- | -------- |
| 1    | Renzo Soldani      | Legnano-Pirelli | 6h21'00" |
| 2    | Virgilio Salimbeni | Legnano-Pirelli | s.t.     |
| 3    | Danilo Barozzi     | Cimatti         | s.t.     |
| 4    | Bruno Pasquini     | Bianchi-Ursus   | s.t.     |
| 5    | Sergio Pagliazzi   | Ricci           | a 1'00"  |
| 6    | Leo Castellucci    | Arbos           | s.t.     |
| 7    | Bruno Pontisso     | Arbos           | s.t.     |
| 8    | Pietro Giudici     | Cimatti         | a 2'35"  |
| 9    | Dino Rossi         | Cimatti         | a 5'20"  |
| 10   | Alighiero Ridolfi  | Cimatti         | s.t.     |